# The Today Show
Today, chiamato anche The Today Show, è un programma televisivo mattutino statunitense che va in onda su NBC. È stato il primo del suo genere al mondo e, dopo 68 anni, di trasmissione è il quinto programma televisivo più longevo della storia.
Originariamente il programma andava in onda dal lunedì al venerdì dalle 7:00 alle 9:00.

## Storia

### Origine
Il programma nasce da un'idea di Sylvester Weaver, l'allora vicepresidente della NBC. Inizia il 14 gennaio 1952 alle 7:00 EST, con Dave Garroway, Jim Fleming e Jack Lescoulie.

### Anni sessanta
Il 16 giugno 1961 Dave Garroway lascia la conduzione del programma e viene sostituito da John Chancellor, corrispondente per anni in Europa. 
Chancellor non si sente mai a proprio agio nella conduzione di Today e la lascerà il 7 settembre 1962.
Il 10 settembre 1962 alla conduzione del programma arriva Hugh Downs, che dal 16 settembre 1966 viene affiancato come co-conduttrice da Barbara Walters (la sua conduzione durò per dieci anni, fino al 4 giugno 1976). 

### Anni settanta
L'11 ottobre 1971 alla conduzione del programma approda Frank McGee. La conduzione di McGee è più seria rispetto ai presentatori precedenti e lui insiste nel fatto di poter aprire e chiudere il programma da solo, condividendo altri compiti con la co-conduttrice Barbara Walters. McGee conduce la sua ultima puntata di Today l'11 aprile 1974 e sei giorni dopo muore a soli 52 anni. 
Dal 29 luglio 1974 al 23 agosto 1976 il nuovo conduttore del programma è Jim Hartz, affiancato ancora da Barbara Walters. 
Il 30 agosto 1976 approda alla conduzione Tom Brokaw, che dall'11 ottobre viene affiancato dalla giornalista Jane Pauley. 

### Anni ottanta
Il 18 dicembre 1981 Tom Brokaw lascia il programma e arriva alla conduzione di Today Bryant Gumbel. Durante la sua conduzione (assieme a Jane Pauley), vengono fatti una serie di collegamenti gestiti da Bryant stesso in diretta dall'Unione Sovietica. 

### Anni novanta
L'8 gennaio 1990 Deborah Norville diventa la nuova co-conduttrice di Today, sostituendo Jane Pauley, La sua esperienza dura solo un anno. Con la Norville alla conduzione, gli ascolti del programma scendono e la direzione della NBC è accusata di aver gestito male la transizione. Dopo aver lasciato il programma per maternità, non torna più alla conduzione. 
Il 5 aprile 1991 Katherine "Katie" Couric, già sostituta della Norville durante il suo congedo per maternità, diventa ufficialmente la co-conduttrice dello show, assieme a Bryant Gumbel. 
Il 3 gennaio 1997 Bryant Gumbel lascia il programma e a sostituirlo viene chiamato Matt Lauer, che inizierà 3 giorni dopo, il 6. 

### Anni 2000
La Couric lascia il programma il 31 maggio 2006 per diventare dal 4 settembre la nuova conduttrice delle CBS Evening News; il suo posto viene preso da Meredith Vieira, co-conduttrice del talk show della ABC The View. La Vieira condurrà il programma con Matt Lauer per cinque anni, fino al giugno 2011.

### Anni 2010
Nel giugno 2011, Ann Curry diventa la nuova co-conduttrice del programma. La sua esperienza alla conduzione del programma dura un anno. Infatti, il 28 giugno 2012, Curry decide lasciare la conduzione di Today. Il 9 luglio 2012 arriva alla conduzione del programma Savannah Guthrie, già co-conduttrice della 3ª ora del programma dal 2011. 
Il 29 novembre 2017 Lauer viene licenziato dal programma dopo vent'anni per accuse di comportamenti sessuali inappropriati nei confronti di una collega e viene sostituito da Hoda Kotb, già conduttrice della 4ª ora del programma.

## Presentatori

### Today

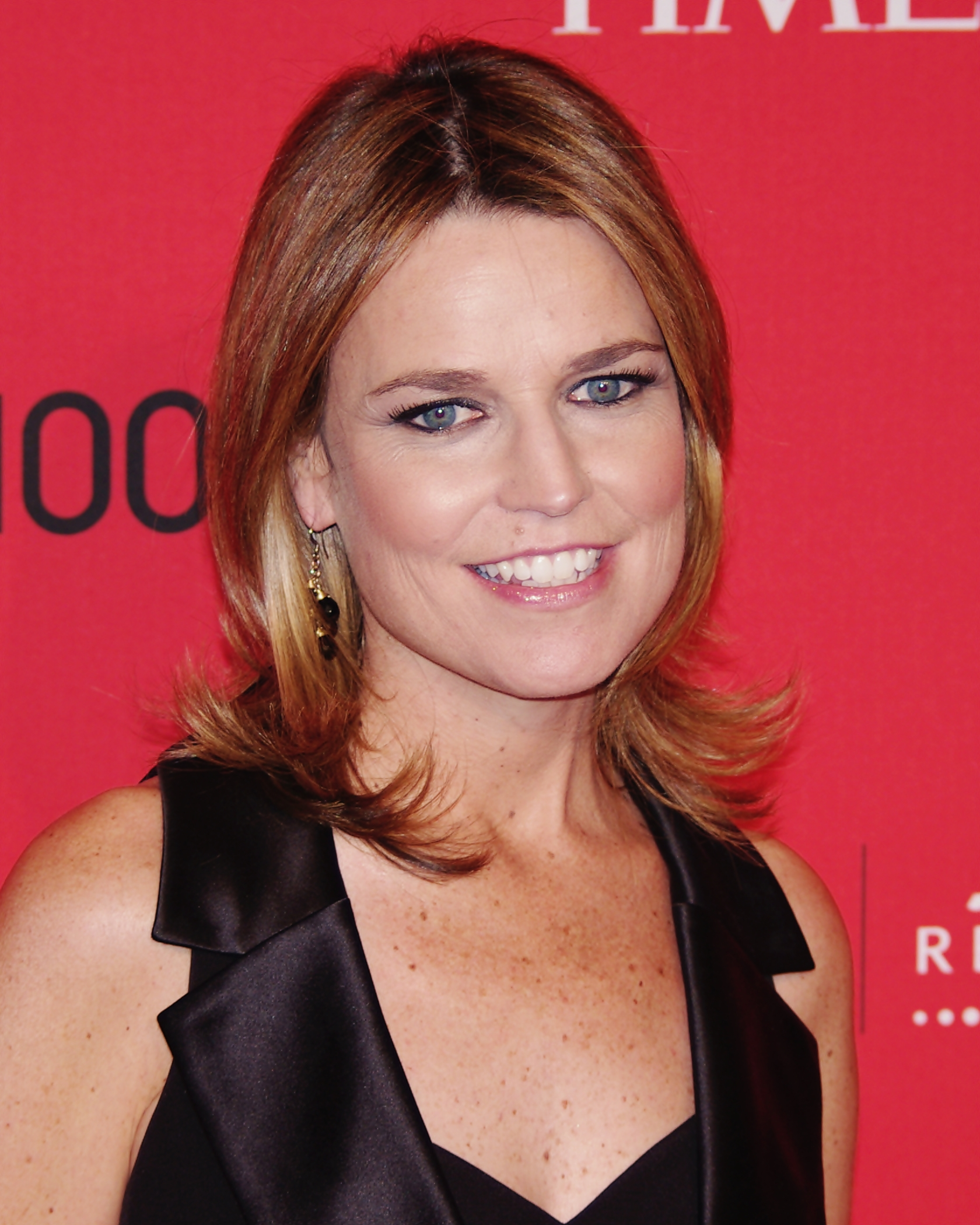
Savannah Guthrie
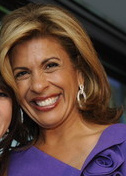
Hoda Kotb
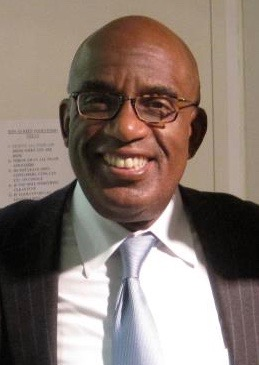
Al Roker
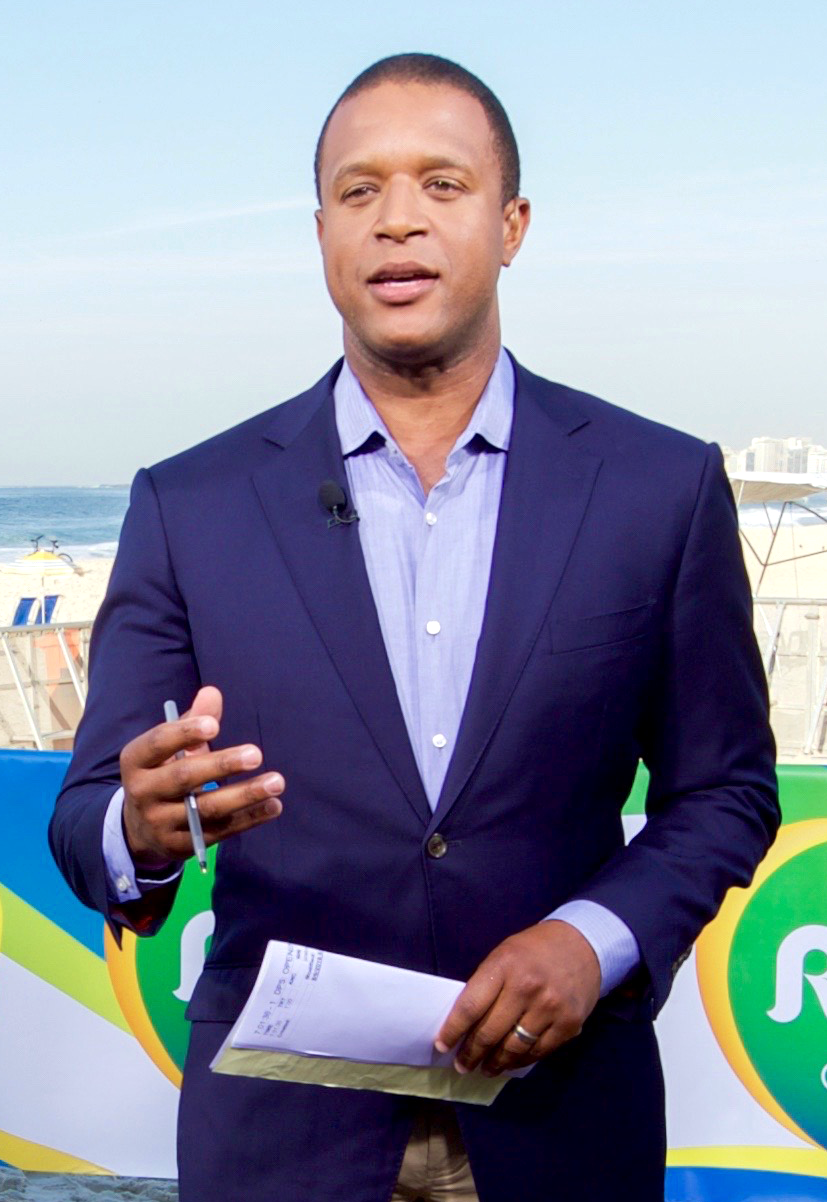
Craig Melvin
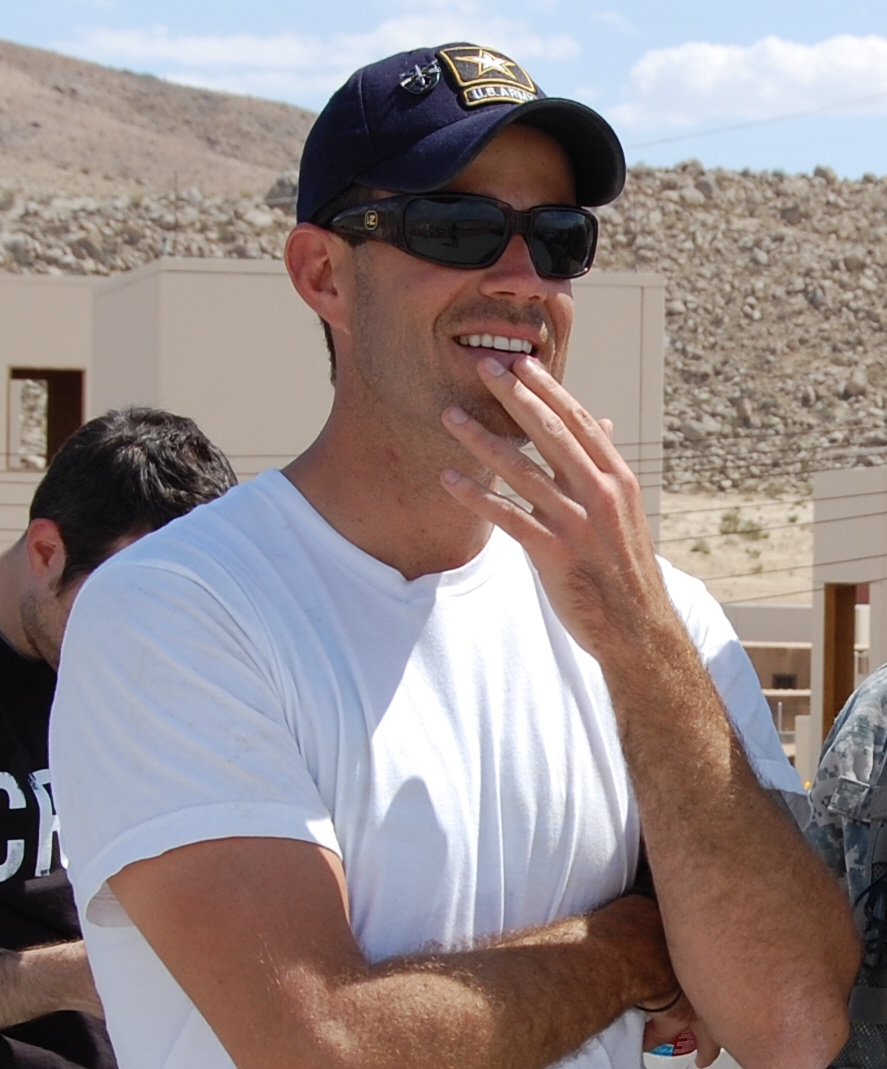
Carson Daly
Dylan Dreyer
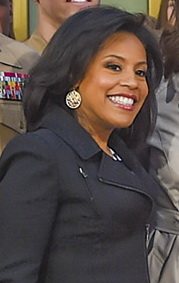
Sheinelle Jones
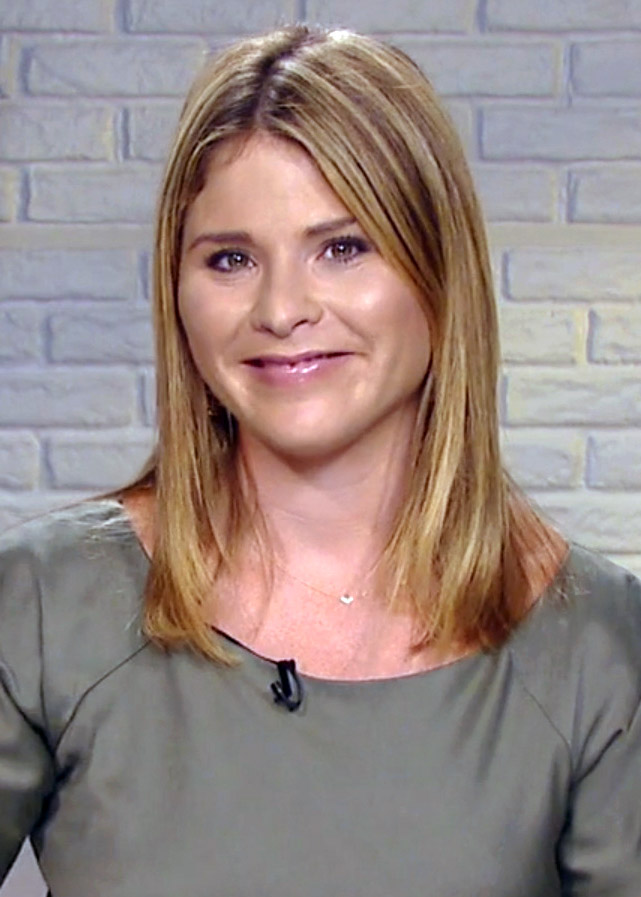
Jenna Bush Hager

Ad oggi il programma viene suddivide in questo modo:
| Orario      | Titolo del programma    | Presentatori                                                 |
| ----------- | ----------------------- | ------------------------------------------------------------ |
| 7.00-9.00   | Today                   | Savannah Guthrie Hoda Kotb Al Roker Craig Melvin Carson Daly |
| 9.00-10.00  | 3rd Hour Today          | Sheinelle Jones Dylan Dreyer Al Roker Craig Melvin           |
| 10.00-11.00 | Today with Hoda & Jenna | Hoda Kotb Jenna Bush Hager                                   |

### Weekend Today

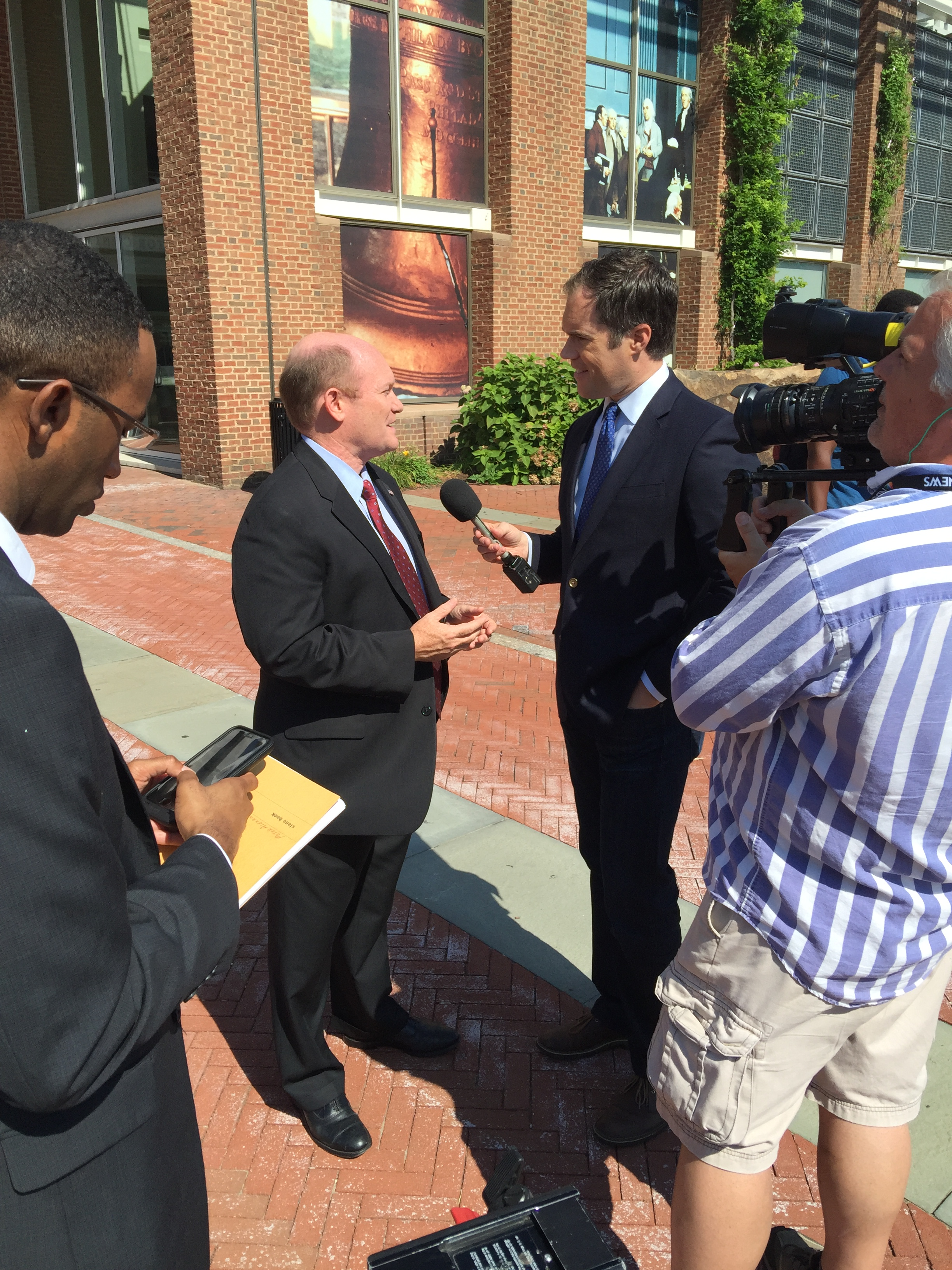
Peter Alexander (presentatore Sabato)
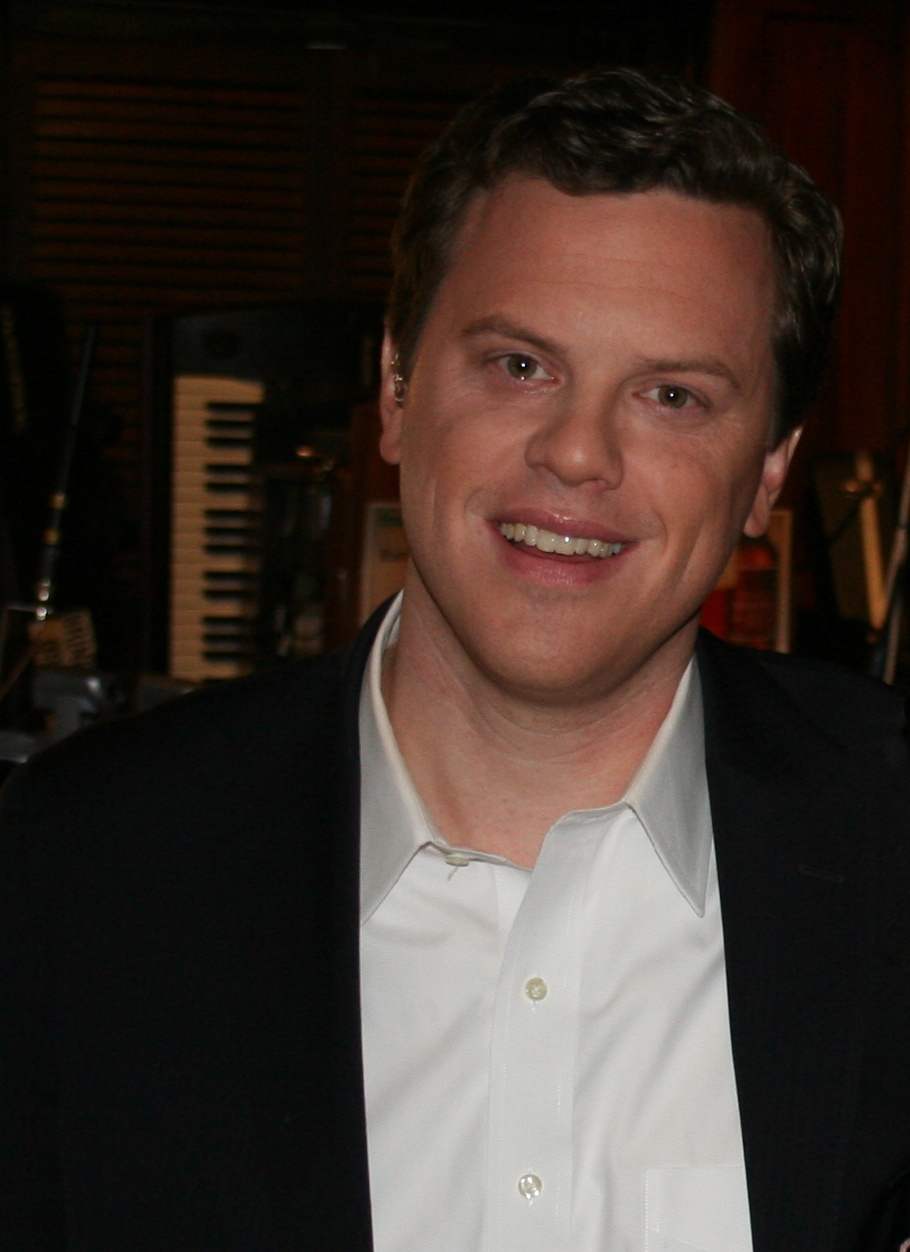
Willie Geist (presentatore Domenica)

## Spin-off

### Passati

#### Later Today
Il 7 settembre 1999, la NBC lanciò Later today, un talk show che doveva andare in onda immediatamente dopo le prime due ore di Today. Il programma era condotto da Jodi Applegate, Florence Henderson e Asha Blake. L'11 agosto 2000 il programma è stato cancellato a causa dello scarso successo; è stato sostituito due mesi dopo dalla terza ora di Today, in seguito conosciuta come Today's Take.

## Puntate speciali

### Olimpiadi estive e invernali
Durante il periodo delle Olimpiadi, sia invernali che estive, il programma va in onda in diretta dalla città ospitante, indipendentemente dal fuso orario.

### Giorno del ringraziamento
Ogni giorno del Ringraziamento (dal 2000), la durata del programma viene ridotta a due ore. Il programma viene condotto da sostituti dei presentatori ufficiali, impegnati nella preparazione del commento della tradizionale parata di Macy (che occupa la terza e la quarta ora del programma).

### Assassinio di Malcolm X
Il 22 febbraio 1965 si apre una puntata speciale del programma dedicata all'assassinio di Malcolm X, avvenuto il giorno prima. La puntata andò in onda dalle 07:00 alle 11:00.

### Assassinio di Martin Luther King Jr.
Il 5 aprile 1968 si apre una puntata speciale del programma dedicata all'assassinio di Martin Luther King, avvenuto il giorno prima. La puntata andò in onda dalle 07:00 alle 10:00.

### 60 anni di Today
Il 13 gennaio 2012 va in onda una puntata speciale dedicata ai 60 anni del programma. La puntata è condotta da Matt Lauer e Ann Curry negli studi Midtown Manhattan. Partecipano tutti i presentatori che hanno fatto la storia del programma. Per l'occasione fa un'apparizione nel programma Tom Hanks.

### La morte di Nelson Mandela
Il 6 dicembre 2013 va in onda una puntata speciale del programma per commemorare Nelson Mandela, morto il giorno prima. Lester Holt conduce il programma in diretta dal Sudafrica.